# Supyj
Supyj (ukrainsk: Супій, tr. Supyj) er en biflod til Dnepr fra højre i Tjernihiv, Kyiv og Tjerkasy oblast i Ukraine. Supyj udmunder i Krementjukreservoiret, er 130 km lang og har et afvandingsareal på 2.000 km².
| Geografi/geologi | Spire Denne artikel om geografi er en spire som bør udbygges. Du er velkommen til at hjælpe Wikipedia ved at udvide den. |

50°17′13″N 31°43′37″Ø / 50.287°N 31.7269°Ø